# 1274 Delportia
Delportia (asteroide 1274) é um asteroide da cintura principal, a 1,9759136 UA. Possui uma excentricidade de 0,1135176 e um período orbital de 1 215,46 dias (3,33 anos).
Delportia tem uma velocidade orbital média de 19,95004208 km/s e uma inclinação de 4,39773º.
Este asteroide foi descoberto em 28 de Novembro de 1932 por Eugène Delporte.